# Myrteta sinensaria
Myrteta sinensaria är en fjärilsart som beskrevs av John Henry Leech 1897. Myrteta sinensaria ingår i släktet Myrteta och familjen mätare. Inga underarter finns listade i Catalogue of Life.